# 새남터의 북소리
"새남터의 북소리"는 1972년 공개된 대한민국의 영화이다.

## 배역
- 남궁원
- 윤정희
- 김성옥
- 이낙훈
- 최삼
- 김칠성
- 성소민
- 강계식
- 최성관
- 지방열
- 유하나
- 이난희
- 김웅
- 이예성
- 노강
- 임해림
- 손전

## 수상
- 1972년 제9회 청룡영화상
  - 미술상 - 김유진